# Benediktinklostret i Pannonhalma
Benediktinklostret i Pannonhalma är ett territorialkloster beläget i den lilla ungerska staden Pannonhalma. I klostret nedtecknades år 1055 den första kända texten på ungerska
.